# Grecki Kościół katolicki
Grecki Kościół katolicki – katolicki Kościół wschodni wywodzący się z bizantyjskiej tradycji liturgicznej w Grecji.
Działania Kościoła katolickiego na terenach tradycyjnie uznanych za eparchie greckoprawosławne rozpoczęły się w XIX wieku. W wyniku tych działań powstała niewielka wspólnota katolików zachowujących wschodnią liturgię, a pozostających w jedności z Rzymem. W 1911 papież św. Pius X powołał specjalny ordynariat dla greckich katolików w Imperium Osmańskim. Obecna struktura egzarchatu apostolskiego została nadana Kościołowi w 1932 przez papieża Piusa XI. W 2002 roku wspólnota liczyła 5 tys. wiernych, którymi opiekowało się 7 kapłanów.
Prócz greckiego Kościoła katolickiego działa w Grecji Kościół katolicki obrządku łacińskiego (Kościół rzymskokatolicki), liczący około 50 tys. wiernych – Greków oraz około 200 tysięcy obcokrajowców, zamieszkujących w Grecji.